# Hiva Oa
Hiva ʻOa è un'isola dell'Oceano Pacifico, situata nel settore più meridionale delle Isole Marchesi. Con i suoi 316 km² è la seconda per estensione dell'arcipelago. Possiede una lunga catena montuosa centrale, che si spinge fino a 1.213 m sul livello del mare.
È l'isola più conosciuta dell'arcipelago e deve buona parte della sua fama a due illustri ospiti che qui abitarono negli ultimi anni della loro vita: il pittore francese Paul Gauguin ed il cantante belga Jacques Brel. Entrambi sono sepolti nel cimitero di Atuona.